# Wyszogóra
Wyszogóra (deutsch Piepenburg) ist ein Ort in der Gmina Płoty im Powiat Gryficki in der polnischen Woiwodschaft Westpommern.

## Geographische Lage
Der Ort liegt  in Hinterpommern, etwa vier Kilometer südwestlich der Stadt Plathe (Płoty). Etwa zwei Kilometer weiter südlich fließt die Zampel, ein Nebenfluss der Rega, vorbei.

## Geschichte
Piepenburg war ein Rittergut der Familie von der Osten. In dem Lehnbrief, den die Ritter Wedige und Ewald von der Osten am Michaelistag 1479 von Herzog Bogislaw X. empfingen, wird das Gut als zum Schloss Plathe gehörig aufgezählt und Piepenborch genannt. Im letzten Quartal des 18. Jahrhunderts wird der königliche Kammerherr Friedrich Wilhelm von der Osten als Besitzer des Guts erwähnt. Um 1870 befand sich August von der Osten im Besitz des Guts.
Anfang der 1880er Jahre erhielt der Ort einen Bahnhof an der heutigen Bahnstrecke Koszalin–Goleniów – damals von Altdamm nach Greifenberg verlaufend –  der Altdamm-Colberger Eisenbahn-Gesellschaft. Ab 1893 ging von Piepenburg eine  Stichbahn nach Regenwalde ab.
Bis 1945 bildete Piepenburg eine Landgemeinde im Landkreis Regenwalde in der Provinz Pommern. Zur Gemeinde gehörte auch der Wohnplatz Bahnhof Piepenburg.
Gegen Ende des  Zweiten Weltkriegs besetzte im Frühjahr 1945 die Rote Armee die Region. Kurz darauf wurde Piepenburg unter polnische Verwaltung gestellt. Es begann die Zuwanderung polnischer Zivilisten. In den nachfolgenden Monaten wurden die eingesessenen Dorfbewohner vertrieben. Das deutsche Dorf Piepenburg wurde von der  Volksrepublik Polen in Wyszogóra umbenannt.

## Einwohnerzahlen
- 1871:   28[2]: Kirchdorf Piepenburg
- 1871: 177[2]: Rittergut Piepenburg
- 1925: 213, darunter 191 Protestanten, 20 Katholiken[4]
- 1933: 210[5]
- 1939: 209[5]